# العريف السافل (الحيمة الخارجية)

تعديل مصدري - تعديل

العريف السافل هي إحدى قرى عزلة الأعروش بمديرية الحيمة الخارجية التابعة لمحافظة صنعاء، بلغ تعداد سكانها 337 نسمة حسب تعداد اليمن لعام 2004.